# Il leone del Far West
Il leone del Far West (Western Blood) è un film muto del 1918 diretto da Lynn Reynolds. Il soggetto è tratto da Ranching De Luxe, una storia inedita scritta da Tom Mix.

## Trama
Durante un viaggio a Los Angeles, Tex Wilson, proprietario del più grande ranch del Rio Grande, salva una ragazza da un cavallo imbizzarrito. Lei, allora, lo invita a un ricevimento a casa di suo padre, il colonnello Stephens. Tex si presenta alla festa vestito da cowboy mentre, scopre mortificato, tutti gli altri sono in abito da sera. La sua tenuta suscita l'ilarità di uno degli invitati che Tex, allora, costringe a scambiare l'abito con lui.
Desideroso di aiutare il governo nel suo sforzo bellico, Tex invita il colonnello, agente del governo, a visitare il suo ranch per ispezionare i cavalli da acquistare. Poco prima che Roberta e suo padre arrivino al ranch, Tex impone ai suoi cowboys, inorriditi, di indossare degli abiti da sera.
Durante la festa, irrompe un gruppo di cavalieri al soldo della Germania che rapisce Roberta. Tex, sulle loro tracce, oltrepassa la frontiera e riesce a salvare la ragazza, mettendo in fuga i rapitori.

## Produzione
Il film fu prodotto dalla Fox Film Corporation. Venne girato a Santa Clarita, in California.

## Distribuzione
Il copyright del film, richiesto da William Fox, fu registrato il 14 aprile 1918 con il numero LP12304.
Distribuito dalla Fox Film Corporation, il film uscì nelle sale cinematografiche statunitensi il 14 aprile 1918. In Italia venne distribuito dalla Features tra il 1926 e il 1927 con il visto numero 23168.